# Bernardo Berger
Bernardo José Berger Fett (Valdivia, 4 de octubre de 1946) es un administrador de empresas y político chileno, hoy independiente, pero fue militante de Renovación Nacional (RN). Actualmente se desempeña como diputado por el distrito N.° 24, anteriormente fue alcalde y concejal de la ciudad de Valdivia.

## Biografía
Nació en Valdivia, el 4 de octubre de 1946, es hijo de Baldomero Berger Bohle y Blanca Fett González. Casado con Gladys Patricia Silva Jorquera y padre de tres hijos.
Realizó los estudios primarios en el Instituto Salesiano de Valdivia y los secundarios en el Liceo de Hombres de Valdivia. Estudió Administración de Empresas en la Facultad de Ciencias Económicas y Administrativas de la Universidad Austral de Chile, titulándose en 1980, con la tesis “Evaluación de un proyecto de camping para la Provincia de Valdivia”. Asimismo, tiene estudios de ingeniería mecánica en la ex sede Valdivia de la Universidad Técnica del Estado (UTE).
Ha sido además profesor, entre los años 1972 y 1977, en el área de matemáticas y física. Posteriormente, tuvo diferentes empleos: jefe de la central de publicaciones de la Universidad Austral, jefe de la oficina de la Caja de Compensación Los Héroes, jefe del departamento de administración de la Municipalidad de Valdivia y secretario municipal de la misma corporación.
Durante la década de los ochenta, fue director suplente de la Sociedad de Desarrollo Urbano de Valdivia (VALDICOR). Además, fue director de la Secretaría de Planificación comunal y del Consejo de Desarrollo Comunal de la Municipalidad de Valdivia.
En 1992 fue asesor de la gerencia general de la Compañía de Teléfonos de Chile en Valdivia. Finalmente, entre 1993 y 2000, trabajó en el puesto de gerente en la Clínica Alemana de Valdivia.

## Vida política
Comenzó su trayectoria en noviembre de 1989, cuando fue designado por la dictadura militar de Augusto Pinochet como alcalde de Valdivia, ejerciendo en el cargo hasta el 26 de septiembre de 1992.
Ese mismo año, hubo elecciones municipales y fue elegido como concejal, postulando como independiente en la lista Participación y Progreso, posteriormente ingresó al partido Renovación Nacional (RN). Fue reelegido en el cargo en 1996.
En las elecciones municipales de 2000, fue elegido como alcalde de Valdivia, asumiendo nuevamente dicho cargo esta vez de manera democrática, fue reelecto en 2004 y en 2008, ejerciendo en el cargo hasta el año 2012.
En 2013, se presenta como candidato en las elecciones parlamentarias de ese año, siendo elegido como diputado por el distrito N.°53, representando a las comunas de Corral, Lanco, Máfil, Mariquina y Valdivia de la Región de Los Ríos, para el LIV Período Legislativo, donde es integrante de las comisiones permanentes de Gobierno Interior, Nacionalidad, Ciudadanía y Regionalización; y Pesca, Acuicultura e Intereses Marítimos.

## Reconocimientos
En 2003 recibió el “Premio a la Integración Latinoamericana” por parte de la Cámara internacional de Pesquisas e Integración Social (Cipis), con sede en Curitiba (Brasil), por su destacada labor en el establecimiento de alianzas con ciudades de países vecinos.
El 14 de marzo de 2008, en el marco del “XXX Panel Latinoamericano de integración”, recibió de parte de la Cipis el premio a la Integración Simón Bolívar.

## Actividades complementarias
Fue Presidente de la Corporación Cultural de Valdivia desde 2000 a 2012, por su condición de alcalde.
Cofundador de la Asociación de Municipios de la Provincia de Valdivia, que luego pasó a llamarse Asociación de Municipalidades de la Región de Los Ríos, de la cual fue presidente hasta el fin de su periodo como alcalde en 2012.
Desde 2005 a 2012 presidió la Asociación Los Ríos para el Manejo Sustentable de los Residuos Sólidos y la Gestión Ambiental.
Vicepresidente de la Asociación Chilena de Municipalidades. En la misma entidad, fue presidente y vicepresidente de la Comisión de Financiamiento.
Fue vicepresidente de la Asociación Chilena de Municipios turísticos. Asimismo, presidente de la Mesa Público-Privada de Turismo de la Región de los Ríos.
En 2006, fue nombrado miembro del Consejo Asesor de Educación, convocado por la presidenta Michelle Bachelet.

## Historial electoral

### Elecciones municipales de 1992
- Elecciones municipales de 1992 para la comuna de Valdivia.[1]

### Elecciones municipales de 1996
- Elecciones municipales de 1996 para la comuna de Valdivia.[2]

### Elecciones municipales de 2000
- Elecciones municipales de 2000 para la comuna de Valdivia.[3]

### Elecciones parlamentarias de 2013
- Elecciones parlamentarias de 2013 a Diputado por el distrito 53 (Corral, Lanco, Máfil, Mariquina y Valdivia)[4]

### Elecciones parlamentarias de 2017
- Elecciones parlamentarias de 2017 a Diputado por el distrito 24 (Corral, Futrono, La Unión, Lago Ranco, Los Lagos, Máfil, Mariquina, Paillaco, Panguipulli, Río Bueno y Valdivia)[5]

### Elecciones parlamentarias de 2021
- Elecciones parlamentarias de 2021 a Diputado por el distrito 24 (Corral, Futrono, La Unión, Lago Ranco, Los Lagos, Máfil, Mariquina, Paillaco, Panguipulli, Río Bueno y Valdivia).[6]